# Nogometni kup Bosne i Hercegovine 2016./17.
Nogometni kup Bosne i Hercegovine 2016./17. bio je dvadeset i treće izdanje Nogometnog kupa Bosne i Hercegovine. Prošlosezonski naslov branio je FK Radnik iz Bijeljine, a ovosezonsko izdanje osvojio je NK Široki Brijeg.

## Pretkolo
Susreti su odigrani 21. rujna 2016.
| domaći sastav            | gostujući sastav      | rezultat                       |
| ------------------------ | --------------------- | ------------------------------ |
| Goražde                  | Zvijezda Gradačac     | 1:1 (4:3 nakon jedanaesteraca) |
| Slavija Istočno Sarajevo | Vitez                 | 0:0 (5:4 nakon jedanaesteraca) |
| Kozara Bosanska Gradiška | Olimpik Sarajevo      | 0:0 (3:2 nakon jedanaesteraca) |
| Rudar Kakanj             | Sloboda Bosanski Novi | 5:1                            |
| Radnički Lukavac         | Drina Zvornik         | 3:1                            |
| Čelik Zenica             | Bosna Sema            | 1:1 (4:5 nakon jedanaesteraca) |
| Orašje                   | Karanovac             | 3:2                            |
| Metalleghe Jajce         | Velež Mostar          | 1:2                            |
| Podrinje Janja           | Sloboda Tuzla         | 0:1                            |
| Krupa                    | Travnik               | 1:3                            |
| Brotnjo Čitluk           | Željezničar Sarajevo  | 0:7                            |
| Široki Brijeg            | Čapljina              | 5:0                            |
| Mladost Doboj Kakanj     | Rudar Prijedor        | 1:0                            |
| GOŠK Gabela              | Radnik Bijeljina      | 0:1                            |
| Zrinjski Mostar          | Borac Banja Luka      | 5:0                            |
| Sarajevo                 | Bratstvo Gračanica    | 2:0                            |

## Osmina završnice
Odigrane dvije utakmice između 18. listopada i 26. listopada 2016.
| sastav               | sastav                   | prva utakmica | druga utakmica | ukupan rezultat |
| -------------------- | ------------------------ | ------------- | -------------- | --------------- |
| Bosna Sema           | Radnički Lukavac         | 6:0           | 2:3            | 8:3             |
| Mladost Doboj Kakanj | Slavija Istočno Sarajevo | 6:1           | 2:0            | 8:1             |
| Sloboda Tuzla        | Široki Brijeg            | 1:0           | 0:2            | 1:2             |
| Sarajevo             | Kozara Bosanska Gradiška | 3:1           | 5:0            | 8:1             |
| Željezničar Sarajevo | Goražde                  | 5:1           | 3:0            | 8:1             |
| Orašje               | Travnik                  | 1:1           | 1:3            | 2:4             |
| Zrinjski Mostar      | Velež Mostar             | 3:0           | 2:1            | 5:1             |
| Rudar Kakanj         | Radnik Bijeljina         | 0:1           | 1:5            | 1:6             |

## Četvrtzavršnica
Odigrane dvije utakmice: 8. ožujka i 15. ožujka 2017.
| sastav               | sastav               | prva utakmica | druga utakmica | ukupan rezultat |
| -------------------- | -------------------- | ------------- | -------------- | --------------- |
| Mladost Doboj Kakanj | Bosna Sema           | 6:3           | 3:2            | 9:5             |
| Zrinjski Mostar      | Široki Brijeg        | 0:2           | 0:1            | 0:3             |
| Radnik Bijeljina     | Željezničar Sarajevo | 2:2           | 0:2            | 2:4             |
| Sarajevo             | Travnik              | 2:0           | 2:2            | 4:2             |

## Poluzavršnica
Odigrane dvije utakmice: prve 12. travnja i druge između 19. travnja i 26. travnja 2017.
| sastav        | sastav               | prva utakmica | druga utakmica | ukupan rezultat |
| ------------- | -------------------- | ------------- | -------------- | --------------- |
| Sarajevo      | Mladost Doboj Kakanj | 1:1           | 3:2            | 4:3             |
| Široki Brijeg | Željezničar Sarajevo | 1:0           | 3:0            | 4:0             |

## Završnica
U završnici su odigrane dvije utakmice: 10. svibnja i 17. svibnja 2017.
| sastav   | sastav        | prva utakmica | druga utakmica | ukupan rezultat                |
| -------- | ------------- | ------------- | -------------- | ------------------------------ |
| Sarajevo | Široki Brijeg | 0:1           | 1:0            | 1:1 (2:4 nakon jedanaesteraca) |

### Prva utakmica
| 10. svibnja 2017. 18:00 |       |               |                                                                            |
| Sarajevo                | 0 : 1 | Široki Brijeg | Stadion „Asim Ferhatović Hase” Broj gledatelja: 7.000 Sudac: Ognjen Valjić |
|                         |       | 45' Barišić   | Stadion „Asim Ferhatović Hase” Broj gledatelja: 7.000 Sudac: Ognjen Valjić |

### Druga utakmica
| 17. svibnja 2017. 20:00         |               |                                   |                                                             |
| Široki Brijeg                   | 0 : 1 (4 : 2) | Sarajevo                          | Stadion Pecara Broj gledatelja: 5.000 Sudac: Edin Jakupović |
| Ivanković Barišić Ćorić Čabraja |               | 68' Am. Bekić Al. Bekić Ahmetović | Stadion Pecara Broj gledatelja: 5.000 Sudac: Edin Jakupović |

## Poveznice
- Kup Federacije BiH 2016./17.